# Гуделий Цикандил
Гуделий Цикандил (на гръцки: Γουδελίος Τζικανδύλης или Τζικανδήλης), понякога срещан и като Василий Цикандил Гуделий (на гръцки: Βασίλειος Γουδελίος Τζικανδύλης), е византийски аристократ и военачалник от XII век, севаст и пансеваст, женен за внучка на император Алексий I Комнин.
За живота и произхода на Гуделий Цикандил няма много сведения. В един ръкопис (Cod. Marciani no. 524), който се съхранява в Библиотека „Марчана“, е поместено надгробно стихотворение за Гуделий Цикандил, написано от неизвестен автор. В това стихотворение се споменава, че бабата на Гуделий Цикандил по бащина линия е сестра на император Никифор III Вотаниат. Не е известно обаче какви са роднинските отношения на Гуделий с известния Лъв Цикандил, служител на Йоан II Комнин, за когото Йоан Продром пише едно надгробно стихотворение. Съвсем сигурно обаче Лъв Цикандил не може да бъде смятан за баща на Гуделий, за което може да се съди от факта, че в надгробното си слово за Лъв Цикандил Продром не е споменал нито дума за някаква негова роднинска връзка с император Никифор III Вотаниат, която поетът едва ли би пренебрегнал, ако майката на Лъв Цикадил наистина е била сестра на този император, както се твърди за бабата на Гуделий Цикандил. Второ, в надгробното слово за Лъв Цикандил се споменава единствено някоя Анна Комнина, с която той е бил свързан, но нейният произход така и не е изяснен.
Гуделий Цикандил често е отъждествяван с Василий Цикандил, за когото Йоан Кинам разказва, че през 1147 г. е изпратен при Лонги в Тракия, за да шпионира действията на кръстоносците от Втория кръстоносен поход, а след това заедно с частите на Просух нанесъл на по-многобройнте германските войски на Конрад III тежко поражение близо до Константинопол.
Гуделий Цикандил е женен за Евдокия Комнина Ангелина, която е дъщеря на багренородната Теодора Комнина и Константин Ангел. Съпругата на Гуделий е внучка на император Алексий I Комнин и племенница на император Йоан II Комнин. Като роднина по сватовство на император Мануил I Комнин Гуделий Цикандил е сред участниците в синода от 1166 г, като регистрите на събитието свидетелстват за присъствието му на две заседеания – от 2 март и от 6 март.
Никита Хониат съобщава, че някой си Гуделий Цикандил бил изпратен от император Мануил I Комнин да се сражава срещу турците в Мала Азия. Тъй като сведенията на Хониат се отнасят за събития от 60-те години на XII век, което хронологически е по-близко до времето на императорския синод от 1166 г., това дава основание да се приема, че Гуделий Цикандил от разказа на Хониат и Гуделий Цикандил от регистрите на синода са едно и също лице.